# English Club TV
«English Club TV» — британський інформаційно-просвітницький телеканал, присвячений вивченню англійської мови, що вперше розпочав мовлення у серпні 2008 року. Автором ідеї, власником та генпродюсером телеканалу є телевізійник з Дніпра Олег Наумов, й саме у Дніпрі працює український підрозділ English Club TV.
Контент телеканалу English Club TV складається з документальних фільмів, художніх фільмів, мультфільмів та музичних кліпів, які пристосовані для вивчення англійської мови згідно з комунікативним методом вивчення іноземних мов. Графік програм розділений на декілька блоків, які відповідають різним рівням і віковим групам. 
Крім того з 2009 року, коли з'явилася україномовна версія телеканалу Da Vinci Ukraine, інтереси цього телеканалу в Україні представляє саме британська компанія «English Club TV».

## Історія
У серпні 2008 року британський телеканал English Club розпочав мовлення з супутника Sirius 4. У січні 2010 року канал почав мовити в Росії/країнах СНД. Вересень-листопад 2011 року - початок мовлення у Центральній та Західній Європі. Травень 2012 року — запуск сервісу English Club TV On-the-Go. Листопад 2012 року – запуск мовлення в Азії та Африці. Січень 2013 року – запуск HD версії телеканалу English Club TV. Червень 2013 року – початок мовлення у Північній та Латинській Америці.

## Підрозділи
З 2009 року, коли з'явилася україномовна версія телеканалу Da Vinci Ukraine, інтереси цього телеканалу в Україні представляє британська компанія «English Club TV».

## Власник
Автором ідеї, власником та генпродюсером телеканалу є телевізійник з Дніпра Олег Наумов.